# Ромео и Джульетта (список балетов)

Трагедия Уильяма Шекспира «Ромео и Джульетта» была написана между 1591 и 1596 годами и опубликована в 1597 году. В конце XVIII века, когда итальянский балетный театр освоил жанр хореодрамы, на танцевальной сцене появились постановки, основанные на драматических произведениях — в том числе и Шекспира. Как правило, в основе не только либретто, но и музыки этих спектаклей лежал не первоисточник, а популярная опера на тот же сюжет.
В XX веке, с появлением балетного симфонизма, на балетную сцену пришли хореографические воплощения таких известных произведений симфонической музыки, как одноимённые симфония Гектора Берлиоза (1839) и увертюра-фантазия Петра Чайковского (1869—1880). Примерно с середины XX века наиболее популярной среди балетмейстеров становится партитура Сергея Прокофьева (1935, первая постановка — 1938).

## Постановки

### На музыку различных композиторов
См. также: Ромео и Джульетта (Чайковский) и Ромео и Джульетта (Берлиоз)
| Год  | Дата       | Название балета        | Композитор                                    | Балетмейстер                                             | Декорации и костюмы                               | Исполнители главных партий | Дирижёр             | Театр                                                                        |
| ---- | ---------- | ---------------------- | --------------------------------------------- | -------------------------------------------------------- | ------------------------------------------------- | --- | ------------------- | ---------------------------------------------------------------------------- |
| 1785 |            | «Джульетта и Ромео»    | Луиджи Марескальки                            | Э. Луцци                                                 |                                                   | |                     | Театр Сан-Самуэле, Венеция                                                   |
| 1809 | 2 ноября   | «Ромео и Юлия»         | Даниэль Штейбельт                             | Иван Вальберх                                            |                                                   | Ромео — Иван Вальберх |                     | Санкт-Петербург                                                              |
| 1811 |            | «Ромео и Джульетта»    | Клаус Шалл                                    | Винченцо Галеотти                                        |                                                   | Джульетта — Маргрете Шалль, Ромео — Антуан Бурнонвиль |                     | Датский королевский балет, Копенгаген                                        |
| 1833 |            | «Ромео и Джульетта»    |                                               | Август Бурнонвиль                                        |                                                   | Джульетта — Андреа Крецмер |                     | Датский королевский балет, Копенгаген                                        |
| 1926 | 4 мая      |                        | Констант Ламберт                              | Бронислава Нижинская                                     | Макс Эрнст, Хуан Миро                             | Джульетта — Тамара Карсавина, Ромео — Серж Лифарь |                     | Русский балет Дягилева                                                       |
| 1939 | 19 апреля  |                        | П. И. Чайковский                              | Дьюла Харангозо                                          |                                                   | Джульетта — Илона Вера, Ромео — Золтан Шалаи, Тибальт — Ласло Чаньи |                     | Венгерский государственный оперный театр, Будапешт                           |
| 1942 | 16 июня    |                        | П. И. Чайковский                              | Серж Лифарь                                              |                                                   | Джульетта — Людмила Черина, Ромео — Серж Лифарь |                     | Зал Плейель, Париж                                                           |
| 1943 | 6 апреля   |                        | Фредерик Дилиус (в аранжировке Антала Дорати) | Энтони Тюдор                                             | Эжен Берман                                       | Алисия Маркова, Гарольд Лэнг, Николай Орлов, Энтони Тюдор, Джером Роббинс                                                                                               |                     | Театр балета, Нью-Йорк                                                       |
| 1943 |            | «Веронские влюблённые» | Людовик Шпис                                  | Татьяна Гзовская                                         |                                                   | |                     | Лейпцигская опера                                                            |
| 1944 |            |                        | П. И. Чайковский                              | Леонид Якобсон                                           | Татьяна Бруни                                     | Джульетта — Нинель Петрова, Ромео — Всеволод Ухов, Тибальд — Ю. Я. Дружанин                                                                                             |                     | Ленинградское хореографическое училище на сцене Театра им. Кирова, Ленинград |
| 1948 |            | «Веронская трагедия»   | П. И. Чайковский                              | Жорж Скибин                                              | Андре Дельфо                                      | Джульетта — Этери Пагава, Ромео — Жорж Скибин |                     | Большой балет маркиза де Куэваса                                             |
| 1949 | 13 апреля  |                        | П. И. Чайковский                              | Серж Лифарь                                              | Морис Мулен (Maurice Moulène)                     | Джульетта — Иветт Шовире, Ромео — Серж Лифарь |                     | Парижская опера                                                              |
| 1950 |            |                        | П. И. Чайковский                              | Биргер Бартолин (Birger Bartholin)                       |                                                   | Джульетта — Мона Вангсо (Mona Vangsaa), Ромео — Эрик Брун |                     | Датский королевский балет, Копенгаген                                        |
| 1955 |            |                        | Гектор Берлиоз                                | Жорж Скибин, Джон Тарас, Серж Головин, Владимир Скуратов | Ф. Гано (декорации), Леонор Фини (костюмы)        | Джульетта — Марджори Толчифф, Ромео — Жорж Скибин |                     | Большой балет маркиза де Куэваса, Париж                                      |
| 1959 |            |                        | Гектор Берлиоз                                | Эрих Вальтер                                             |                                                   | |                     | Вуппертальская опера                                                         |
| 1966 | 17 ноября  |                        | Гектор Берлиоз                                | Морис Бежар                                              | Жерминаль Казадо (костюмы)                        | Хитоми Асакава (Hitomi Asakawa), Хорхе Донн, Жерминаль Казадо, Патрик Белда, Виктор Ульяте, Паоло Бортолуцци, Лаура Проэнса (Laura Proença)                             |                     | Балет XX века, Королевский цирк, Брюссель                                    |
| 1969 | 28 декабря | «Ромео и Юлия»         | Гектор Берлиоз                                | Игорь Чернышёв                                           | Михаил Щеглов                                     | Джульетта — Ирина Колпакова, Ромео — Вадим Гуляев |                     | Малый театр оперы и балета, Ленинград                                        |
| 1971 | 3 октября  |                        | П. И. Чайковский                              | Никита Долгушин                                          | Михаил Щеглов                                     | Джульетта — Валентина Муханова; Ромео — Никита Долгушин | Юрий Богданов       | Малый театр оперы и балета, Ленинград                                        |
| 1986 |            |                        | П. И. Чайковский                              | Наталья Рыженко                                          |                                                   | |                     | Одесский театр оперы и балета                                                |
| 2013 | 24 мая     | «Джульетта и Ромео»    | П. И. Чайковский                              | Матс Эк                                                  | Магдалена Оберг (сценография), Линус Фелбом(свет) | Джульетта — Марико Кида (Mariko Kida), Ромео — Энтони Ломильо (Anthony Lomuljo), Кормилица — Ана Лагуна, Меркуцио — Жером Маршан (Jérôme Marchands), Герцог — Никлас Эк | Александр Поляничко | Шведский королевский балет, Стокгольм                                        |

### На музыку Сергея Прокофьева
Основная статья: Ромео и Джульетта (Прокофьев)
| Год  | Дата премьеры            | Балетмейстер                                                               | Декорации и костюмы                      | Исполнители главных партий | Дирижёр           | Театр                                                              | Илл. |
| ---- | ------------------------ | -------------------------------------------------------------------------- | ---------------------------------------- | --- | ----------------- | ------------------------------------------------------------------ | ---- |
| 1938 | 30 декабря               | Иво Псота (либретто — Адриан Пиотровский, Сергей Прокофьев, Сергей Радлов) | В. Скрушный                              | Джульетта — Э. Шемберова, Ромео — И. Псота |                   | Национальный театр, Брно, Чехословакия                             |      |
| 1940 | 11 января                | Леонид Лавровский                                                          | Пётр Вильямс                             | Джульетта — Галина Уланова, Ромео — Константин Сергеев, Тибальд — Роберт Гербек, Меркуцио — Андрей Лопухов                                                     |                   | Театр им. Кирова, Ленинград                                        |      |
| 1944 |                          | Биргит Кульберг                                                            |                                          | |                   | Кульберг-Балет, Швеция                                             |      |
| 1946 | 28 декабря               | Леонид Лавровский                                                          | Пётр Вильямс                             | Джульетта — Галина Уланова, Ромео — Михаил Габович, Тибальд — Алексей Ермолаев, Меркуцио — Сергей Корень                                                       |                   | Театр им. Кирова, Ленинград                                        |      |
| 1948 |                          | Татьяна Гзовская                                                           |                                          | |                   | Немецкая государственная опера, Восточный Берлин                   |      |
| 1955 | 28 декабря               | Серж Лифарь                                                                | Жорж Вакевич                             | Джульетта — Лиан Дейде, Ромео — Мишель Рено, Кормилица — Полетт Диналикс, патер Лоренцо — Серж Лифарь                                                          |                   | Парижская опера                                                    |      |
| 1955 |                          | Фредерик Аштон                                                             |                                          | |                   | Датский королевский балет, Копенгаген                              |      |
| 1958 | 26 июля                  | Джон Кранко                                                                |                                          | Джульетта — Карла Фраччи, Ромео — Марио Пистони |                   | Театро Верде, Венеция                                              |      |
| 1965 | 9 февраля                | Кеннет Макмиллан                                                           |                                          | Джульетта — Марго Фонтейн, Ромео — Рудольф Нуриев |                   | Королевский балет, Лондон                                          |      |
| 1967 |                          | Руди ван Данциг                                                            | Тур ван Шайк                             | |                   | Национальный балет Нидерландов, Амстердам                          |      |
| 1971 |                          | Джон Ноймайер                                                              |                                          | |                   | Балет Франкфурта                                                   |      |
| 1971 |                          | Анатолий Шекера                                                            | Фёдор Нирод                              | |                   | Украинский театр оперы и балета им. Шевченко, Киев                 |      |
| 1972 |                          | Николай Боярчиков                                                          |                                          | |                   | Пермский театр оперы и балета имени П. И. Чайковского              |      |
| 1972 | Эльза-Марианна фон Розен |                                                                            |                                          | |                   |                                                                    |      |
| 1976 | 21 апреля                | Олег Виноградов                                                            | Олег Виноградов, Н. Филимонова (костюмы) | Джульетта — Елена Алканова, Ромео — Никита Долгушин, Тибальд — П. Сталинский, Меркуцио — А. Евдокимов, Р. Г. Замуэль                                           | Павел Бубельников | Малый театр оперы и балета, Ленинград                              |      |
| 1977 |                          | Рудольф Нуриев                                                             |                                          | |                   | Фестивальный балет Лондона                                         |      |
| 1978 | 22 февраля               | Юрий Григорович                                                            |                                          | Джульетта — Доминик Кальфуни, Ромео — Микаэль Денар, Тибальд — Жан Гизерикс, Меркуцио — Жорж Пилетта                                                           |                   | Парижская опера                                                    |      |
| 1979 | 26 июня                  | Юрий Григорович                                                            | Симон Вирсаладзе                         | Джульетта — Наталья Бессмертнова, Ромео — Вячеслав Гордеев, Тибальд — Александр Годунов, Меркуцио — Михаил Цивин                                               | Альгис Жюрайтис   | Большой театр, Москва                                              |      |
| 1990 | 21 июня                  | Владимир Васильев                                                          | Сергей Бархин                            | Джульетта — Светлана Смирнова, Ромео — А. Дубинин, Тибальд — Валерий Лантратов, Меркуцио — Андрей Глазшнейдер                                                  | Евгений Колобов   | Музыкальный театр им. Станиславского и Немировича-Данченко, Москва |      |
| 1990 |                          | Анжелен Прельжокаж                                                         |                                          | Ромео — С. Лора, Джульетта — Н. Комменж |                   | Лионская опера                                                     |      |
| 2003 | 13 декабря               | Раду Поклитару, режиссёр — Деклан Доннеллан                                | Николас Ормерод                          | Джульетта — Мария Александрова, Ромео — Денис Савин, Меркуцио — Юрий Клевцов, Тибальд — Денис Медведев, Леди Капулетти — Илзе Лиепа, Парис — Александр Волчков |                   | Большой театр, Москва                                              |      |
| 2021 | 22 октября               | Максим Севагин, режиссёр - Константин Богомолов                            | Лариса Ломакина, Игорь Чапурин           | Ромео - Евгений Жуков, Герман Борсай Джульетта - Жанна Губанова, Елена Соломянко                                                                               | Тимур Зангиев     | Театр имени Станиславского и Немировича-Данченко, Москва           |      |